# Epamera ceres
Epamera ceres är en fjärilsart som beskrevs av William Chapman Hewitson 1865. Epamera ceres ingår i släktet Epamera och familjen juvelvingar. Inga underarter finns listade i Catalogue of Life.